# Seznam šachových velmistrů ženského pohlaví
Seznam šachových velmistrů ženského pohlaví obsahuje ženy, které získaly titul mezinárodního velmistra. Tento titul je společný mužům i ženám na rozdíl od titulu mezinárodní velmistryně, který se uděluje jen ženám. Do roku 2015 byl titul udělen celkem 33 ženám, což představuje pouze asi 2% z celkového počtu velmistrů.
| Jméno                      | Stát      | Narození   | Zisk titulu | Věk | Způsob zisku        | Mistryně světa v šachu | Nejvyšší ELO | Poznámky                                    |
| -------------------------- | --------- | ---------- | ----------- | --- | ------------------- | ---------------------- | ------------ | ------------------------------------------- |
| Nona Gaprindašviliová      | ,         | 1941-05-03 | 1978        | 37  | Mistryně světa      | 1962–1978              | 2376         | První ženská velmistryně                    |
| Maja Čiburdanidzeová       | ,         | 1961-01-17 | 1984        | 23  | Mistryně světa      | 1978–1991              | 2550         |                                             |
| Zsuzsa Polgárová           | ,         | 1969-04-19 | 1991        | 21  | velmistrovské normy | 1996–1999              | 2577         | První žena jenž splnila velmistrovské normy |
| Judit Polgárová            | Maďarsko  | 1976-07-23 | 1991        | 15  | velmistrovské normy | –                      | 2735         | Nejmladší velmistr své doby                 |
| Pia Cramlingová            | Švédsko   | 1963-04-23 | 1992        | 29  | velmistrovské normy | –                      | 2535         |                                             |
| Sie Ťün                    | Čína      | 1970-10-30 | 1995        | 32  | velmistrovské normy | 1991–1996,1999–2001    | 2573         |                                             |
| Ču Čchen                   | ,         | 1976-03-16 | 2001        | 25  | velmistrovské normy | 2001–2004              | 2539         |                                             |
| Humpy Koneru               | Indie     | 1987-03-31 | 2002        | 15  | velmistrovské normy | –                      | 2606         | Nejmladší ženská velmistryně                |
| Antoaneta Stefanovová      | Bulharsko | 1979-04-19 | 2003        | 25  | velmistrovské normy | 2004–2006              | 2560         |                                             |
| Alexandra Kostěňuková      | Rusko     | 1984-03-23 | 2004        | 20  | Mistrovství Evropy  | 2008-2010              | 2540         |                                             |
| Pcheng Čao-čchin           | ,         | 1968-05-08 | 2004        | 36  | Mistrovství Evropy  | –                      | 2472         |                                             |
| Hoang Thanh Trang          | ,         | 1980-04-25 | 2007        | 27  | ??                  | –                      | 2493         |                                             |
| Kateryna Lagnová           | ,         | 1989-12-27 | 2007        | 17  | ??                  | –                      | 2509         |                                             |
| Sü Jü-chua                 | Čína      | 1976-10-29 | 2007        | 30  | ??                  | 2006–2008              | 2517         |                                             |
| Čao Süe                    | Čína      | 1985-04-06 | 2008        | 23  | velmistrovské normy |                        | 2518         |                                             |
| Marie Sebagová             | Francie   | 1986-10-15 | 2008        | 22  | velmistrovské normy |                        | 2533         |                                             |
| Monika Soćková             | Polsko    | 1978-03-24 | 2008        | 30  | ??                  |                        | 2505         |                                             |
| Nana Dzagnidzeová          | Gruzie    | 1987-01-01 | 2008        | 21  | ??                  |                        | 2573         |                                             |
| Ketevan Arachamia-Grantová | ,         | 1968-07-19 | 2009        | 41  | ??                  |                        | 2506         |                                             |
| Chou I-fan                 | Čína      | 1994-02-27 | 2009        | 15  | ??                  | 2010–2012,2013–2015    | 2686         |                                             |
| Taťana Kosincevová         | Rusko     | 1986-04-11 | 2009        | 23  | velmistrovské normy |                        | 2581         |                                             |
| Ťü Wen-ťün                 | Čína      | 1991-01-31 | 2009        | 28  | velmistrovské normy |                        | 2582         |                                             |
| Viktorija Čmilytėová       | Litva     | 1983-08-06 | 2010        | 27  | velmistrovské normy |                        | 2534         |                                             |
| Elina Danielianová         | Arménie   | 1978-08-16 | 2010        | 32  | velmistrovské normy |                        | 2521         |                                             |
| Natalja Žukovová           | Ukrajina  | 1979-06-05 | 2010        | 31  | ??                  |                        | 2499         |                                             |
| Dronavalli Harikaová       | Indie     | 1991-01-12 | 2011        | 20  | velmistrovské normy |                        | 2528         |                                             |
| Naděžda Kosincevová        | Rusko     | 1985-01-14 | 2011        | 26  | velmistrovské normy |                        | 2576         |                                             |
| Anna Ušeninová             | Ukrajina  | 1985-08-30 | 2012        | 27  | Mistryně světa      | 2012-2013              | 2502         |                                             |
| Anna Muzyčuková            | ,         | 1990-02-28 | 2012        | 22  | velmistrovské normy |                        | 2606         |                                             |
| Valentina Guninová         | Rusko     | 1989-02-04 | 2013        | 34  | velmistrovské normy |                        | 2548         |                                             |
| Bela Chotenašviliová       | Gruzie    | 1988-06-01 | 2013        | 25  | velmistrovské normy |                        | 2527         |                                             |
| Irina Krushová             | USA       | 1983-12-24 | 2013        | 30  | velmistrovské normy |                        | 2502         |                                             |
| Marija Muzyčuková          | Ukrajina  | 1992-09-21 | 2015        | 23  | Mistryně světa      | 2015-2016              | 2530         |                                             |